# Al-Miznab
Al-Miznab – miasto w Arabii Saudyjskiej, w prowincji Al-Kasim. W 2010 roku liczyło 29 210 mieszkańców.